# Bulbophyllum kupense
Bulbophyllum kupense är en orkidéart som beskrevs av Phillip James Cribb och B.J.Pollard. Bulbophyllum kupense ingår i släktet Bulbophyllum och familjen orkidéer. IUCN kategoriserar arten globalt som akut hotad.
Artens utbredningsområde är Kamerun. Inga underarter finns listade i Catalogue of Life.